# Robert Underwood Johnson
Robert Underwood Johnson (12 de enero de 1853-14 de octubre de 1937) fue un escritor y diplomático estadounidense. Ligado a la revista The Century Magazine, contribuyó decisivamente a la creación del Parque nacional de Yosemite, y desempeñó el cargo de embajador estadounidense en Italia tras la Primera Guerra Mundial.

## Biografía
Nacido en Centerville (Indiana), Johnson se unió al personal de la revista The Century Magazine, de la que se convirtió en editor asociado en 1881. En 1909, a la muerte de Richard Watson Gilder, pasó a ser editor, cargo que ocupó hasta mayo de 1913. Johnson era también un veterano articulista y editor de la revista mensual Scribner.
Utilizando la influencia de The Century Magazine, conjuntamente con el famoso naturalista John Muir, Johnson fue uno de los impulsores de la creación del Parque nacional de Yosemite en California, aprobado en 1890. En 1889, Johnson también animó a Muir para "fundar una asociación" con el fin de ayudar a proteger la Sierra Nevada, inspirado en la formación del Sierra Club en 1892.
Casado con Katharine McMahon, tuvieron un hijo, Owen McMahon Johnson (1878-1952), que trabajaría como escritor. En la década de1890, Johnson y su mujer Katharine fueron amigos muy cercanos del inventor Nikola Tesla.
Pronto llegó a ser conocido por su trabajo sobre derechos de edición internacionales. Como secretario de la Liga de Derechos Editoriales Estadounidense, contribuyó a conseguir la aprobación de la Ley de 1891, por lo que fue condecorado por los gobiernos de Francia e Italia. Se hizo con los derechos editoriales de importantes autores, y consiguió persuadir a Ulysses S. Grant para que escribiera sus Memorias. Nombrado secretario permanente  de la Academia Estadounidense de las Artes y las Letras, impulsó las gestiones necesarias para adquirir y conservar como museo las habitaciones de Roma donde John Keats y su amigo Joseph Severn pasaron los meses finales del poeta en 1821.
En 1916 actuó como portador en el funeral de Alexander Wilson Drake. Durante el transcurso de la Primera Guerra Mundial en 1917, organizó y a continuación presidió la Asociación de Ambulancias de los Poetas Estadounidenses en Italia. Esta organización proporcionó 112 ambulancias al ejército italiano en cuatro meses. En 1918 y 1919 fue  presidente  del Comité de Nueva York del Fondo de Alivio de Guerra Italiano de América. Sirvió como Embajador de EE. UU. en Italia desde abril de 1920 hasta julio de 1921, y representó a los Estados Unidos como observador en la Conferencia de San Remo de la Sociedad de las Naciones. Fue condecorado por el gobierno italiano en reconocimiento de su trabajo en beneficio de las buenas relaciones entre Italia y los Estados Unidos.

## Publicaciones
- Con Clarence Clough Buel, Battles and Leaders of the Civil War (1887–88)
- The Winter Hour and Other Poems (New York: The Century, 1892).
- Songs of Liberty and Other Poems (New York: The Century, 1897).
- Poems (New York: The Century, 1902).
- Saint Gaudens: An Ode (New York: The Century Co.,third edition, 1910)
- Saint Gaudens: An Ode and Other Poems (Indianapolis and New York: The Bobbs-Merrill Col,fourth edition, 1914)
- Poems of War and Peace (Indianapolis and New York: The Bobbs-Merrill Co., 1916)
- Italian Rhapsody and Other Poems of Italy (Published: By The Author, 745 Fifth Avenue, NY, 1917)
- Collected Poems, 1881–1919 (New Haven: Yale University, 1920).
- "Collected Poems, 1881-1992" (New Haven: Yale University, 1923)
- Remembered Yesterdays (Boston: Little, Brown, 1923).
- Your Hall of Fame: Being an Account of the Origin, Establishment, and History of This Division of New York University, from 1900 to 1935 inclusive (New York: New York University, 1935).
- "Poems of the Longer Flight" (Published: By The Author, 26 East 55th Street, NY, 1928)
- "The Pact and Honor and Other Poems" (Published: By The Author, 1929)
- "Poems of the Lighter Touch" (1930)
- "Poems of Fifty Years" (Published: By The Author, 26 East 55th Street, NY, 1931)
- "Aftermath" (Published: By The Author, NY 745 Fifth Avenue,1933)
- "Heroes, Children and Fun" (Published: By The Author,1934)